# Josef Hesse
Josef Hesse (* 28. September 1918 in Drolshagen; † 16. Oktober 2010) war ein deutscher Beamter in der Kommunalverwaltung, Kommunalpolitiker und Heimatforscher.

## Leben
Hesse arbeitete bis zum Jahr 1955 in der Verwaltung des Kreises Olpe. Während dieser Zeit leistete er für zehneinhalb Jahre Wehr- und Kriegsdienst und verbrachte dreieinhalb Jahre in Kriegsgefangenschaft. Im Jahr 1949 nahm er seine Tätigkeit in Olpe wieder auf. Anschließend arbeitete er für kurze Zeit als kommissarischer Amtsdirektor in Drolshagen. 1955 ging er zum Landschaftsverband Rheinland nach Düsseldorf und zog mit diesem später als Landesoberamtmann nach Köln. 1964 wurde er für Bensberg in den Rheinisch-Bergischen Kreistag gewählt, in dem er die Geschäfte der Kreistagsfraktion der CDU führte. Am 1. Juli 1966 übernahm er von Paul Büscher das Amt des Gemeindedirektors von Engelskirchen. Am 31. März 1982 ging er in den Ruhestand.

## Werke
Hesse beschäftigte sich lebenslang mit heimatkundlichen Themen. Aus dem Jahr 1985 stammt die von ihm geschriebene, als Buch rund 250 Seiten umfassende Chronik Engelskirchen im 19. und 20. Jahrhundert. Gemeinsam mit Hartmut Neuhoff gestaltete er Engelskirchen – Bilder eines bergischen Ortes. Die Erstauflage erschien 1990, die zweite Auflage im Folgejahr.
Über Drolshagen schrieb Hesse die Chronik Geschichte des Kirchspiels und Klosters Drolshagen (1971) und Drolshagen, Bilder einer Stadt (1977). Außerdem schuf er zahlreiche Artikel für die Heimatstimmen aus dem Kreis Olpe und viele Festschriften. Im Heimatverein Drolshagener Land übernahm er für lange Zeit die Leitung des Arbeitskreises Heimatkunde, Geschichte, Brauchtum. Für sein Engagement erhielt er den Goldenen Ehrenring der Stadt Drolshagen.